# Gatesgarthdale Beck
Der Gatesgarthdale Beck ist ein Fluss im Lake District, Cumbria, England. Der Gatesgarthdale Beck entsteht auf dem Honister Pass und fließt in nordwestlicher Richtung um am südöstlichen Ende des Buttermere Sees in diesen zu münden.
Über die Verbindung des Buttermeres Sees zum Crummock Water ist der Gatesgarthdale Beck als einer der Quellflüsse des River Cocker zu betrachten.